# Keflavík
Keflavík 23 329 fő (2023. dec. 31.) lakosságú város Izland délnyugati részén, Suðurnes régióban.  Itt található Izland nemzetközi repülőtere, a Keflavík nemzetközi repülőtér. A keflavíki NATO-támaszpont területét az USA bérelte 1946-tól 2006-ig.